# Акведольчи
Акведольчи (итал. Acquedolci) — коммуна в Италии, располагается в регионе Сицилия, в провинции Мессина.
Население составляет 5504 человека (2008 г.), плотность населения составляет 425 чел./км². Занимает площадь 13 км². Почтовый индекс — 98070. Телефонный код — 0941.
Покровителем населённого пункта считается святой Бенедикт Мавр.

## Демография
Динамика населения:

## Администрация коммуны
- Официальный сайт: http://www.comunediacquedolci.it/ Архивная копия от 6 января 2010 на Wayback Machine